# Silvanerpeton
Silvanerpeton — це вимерлий рід ранніх рептіліоморфів, виявлений у кар'єрі Іст-Кірктон у Західному Лотіані, Шотландія, у послідовності під'ярусу брігантії візейського періоду (нижній карбон). Знахідка важлива, оскільки кар'єр представляє наземні відкладення з розриву Ромера, періоду, бідного на скам’янілості, де еволюціонували вищі групи лабіринтодонтів. Завдяки надзвичайно добре збереженій плечовій кістці та іншим ознакам тварина вважається розвиненим рептіліоморфом, близьким за походженням до амніот.
У житті Сільванерпетон мав довжину ≈ 40 см. Деякі палеонтологи вважають, що він був напівводним у дорослому віці, інші вважають, що тільки молодий Silvanerpeton був водним, а дорослі особини були повністю наземними.